# Centralia (Illinois)
Centralia is een plaats (city) in de Amerikaanse staat Illinois, en valt bestuurlijk gezien onder Clinton County en Jefferson County, Marion County en Washington County.

## Demografie
Bij de volkstelling in 2000 werd het aantal inwoners vastgesteld op 14.136.
In 2006 is het aantal inwoners door het United States Census Bureau geschat op 13.732, een daling van 404 (-2,9%).

## Geografie
Volgens het United States Census Bureau beslaat de plaats een oppervlakte van
19,8 km², waarvan 19,4 km² land en 0,4 km² water.

## Plaatsen in de nabije omgeving
De onderstaande figuur toont nabijgelegen plaatsen in een straal van 12 km rond Centralia.

## Geboren
- James S. Brady (1940-2014), adviseur van president Ronald Reagan